# Yánnis Papathanasíou
Pour les articles homonymes, voir Papathanassíou.
 (décembre 2017).
Si vous disposez d'ouvrages ou d'articles de référence ou si vous connaissez des sites web de qualité traitant du thème abordé ici, merci de compléter l'article en donnant les références utiles à sa vérifiabilité et en les liant à la section « Notes et références ».
Yánnis Papathanasíou (en grec moderne : Γιάννης Παπαθανασίου), né le 1954 à Athènes en Grèce, est un homme politique grec. Membre de la Nouvelle Démocratie, il est ministre adjoint au développement du gouvernement Karamanlís I (2004-2007) puis ministre adjoint des Finances du 22 septembre 2007 au 8 janvier 2009 puis Ministre des finances jusqu'au 6 octobre 2009 du gouvernement Karamanlís II.

## Biographie
Né à Athènes en 1954, il fait des études d'électrotechnique à l'université polytechnique d'Athènes. Il possède sa propre entreprise de fourniture d'équipements technologiques. À partir de 1982, il fait partie des dirigeants de la chambre de commerce et d'industrie d'Athènes.
Dès 1991, il est conseiller ministériel pour les questions énergétiques du Ministre du commerce, de l'énergie et de l'énergie.
En 2002, il est élu membre du parlement hellénique, sur la liste des députés nationaux, pour la N D. Depuis 2004, il est élu pour la seconde circonscription d'Athènes (Athènes B').
Il est ministre adjoint au développement du gouvernement Karamanlís I (2004-2007) puis ministre adjoint des Finances du 22 septembre 2007 au 8 janvier 2009 puis Ministre des finances jusqu'au 6 octobre 2009 du gouvernement Karamanlís II.